# 韋布冰川 (維多利亞地)
77°19′S 160°45′E / 77.317°S 160.750°E
韋布冰川（英語：Webb Glacier），是南極洲的冰川，位於維多利亞地，處於巴斯申山以北，由威靈頓維多利亞大學探險隊命名，現時由南極條約體系管理。